# 금호동 쌍용라비체
금호 라비체(영어: Geumho La Vitesse)는 대한민국 서울시 성동구 금호동 4가 1458번지 일원에 건설 예정인 고층 주상복합 아파트로, 대지면적 12,406.40m2에 건축면적 5,714.22m2, 연면적 99,623.45m2 규모이며, 지하 6층 ~ 지상 최고 29층, 4개 동, 전용면적 84m2 191세대 및 59m2 390세대의 총 581세대 규모로 건축될 예정이다.
금호 라비체는 금호역라비체지역주택조합이 시행하는 사업이며, 공식 명칭은 「금호동4가 1458번지 일원 금호역 역세권 장기전세주택사업」이다.
해당 조합은 2017년 3월 조합원 모집 신고를 시작으로, 2022년 3월 조합창립총회를 개최하고 조합장 선출 및 조합 임원진 구성을 완료하였다.
2021년 12월 30일 서울시로부터 도시관리계획(금호동4가 1458번지 일원 역세권 주택 및 공공임대주택 건립 지구단위계획구역 지정 및 계획) 결정 및 지형도면 고시를 받아 「국토의 계획 및 이용에 관한 법률」상 제2종 일반주거지역에서 준주거지역으로 변경 분류되었다.
2022년 6월 28일 소방설계심의 1차 의결, 2022년 9월 5일 교통영향평가심의 의결을 완료하여 사업 진행을 위한 인허가 작업을 진행하였다. 
2023년 12월 26일 제23차 서울시 건축위원회 심의에서 조건부 의결로 건축심의를 완료하였다.
2024년 12월 6일 성동구 공고 제2024-1779호에 의해 「금호역라비체지역주택조합」조합설립인가가 완료되었다.
2025년 4월 10일 성동구고시 제2025-55호에 의해 금호역 2번 출구와의 지하연결통로 설치 결정 고시가 완료되었다.
현재 2025년 내 사업승인 및 2026년 착공 예정이며, 2028년 경 완공 후 입주 예정이다.

## 입지 및 교통
금호역 라비체는 서울특별시 성동구 금호동4가 1458번지 일원에 위치하여, 지하철 3호선 금호역과 인접해 있는 초역세권 단지이다. 특히 금호역 2번 출입구가 단지 내로 이전되어 지하 연결통로로 연결될 예정으로, 실질적인 ‘역내 입주’ 개념을 구현한 것이 특징이다.
인근에는 다양한 지하철 노선이 접근 가능하여 쿼드러플 역세권을 형성하고 있다. 도보 또는 버스로 연결되는 역으로는 서울 지하철 5호선 신금호역, 6호선 버티고개역과 약수역, 경의중앙선 옥수역이 있으며, 왕십리역·서울숲역 등도 차량으로 10분 이내 거리이다.
주요 간선도로망으로는 강변북로, 동부간선도로, 올림픽대로, 남산3호터널, 내부순환로 등이 인접하여, 강남, 종로, 마포, 잠실 등 서울 주요 권역으로의 접근성이 뛰어나다. 강남순환도시고속도로 및 경부고속도로 진입 또한 용이하여 차량 통행 여건 역시 우수하다.

## 교육 및 생활 인프라
금호역 라비체는 다양한 교육기관이 밀집된 학세권 단지이다. 도보 거리에 금옥초등학교, 옥수초등학교, 옥정중학교, 금호고등학교, 장충고등학교, 동국대학교 등이 위치해 있으며, 학원가 및 교육문화시설도 풍부하다.
생활편의시설은 도보권 내에 위치한 금남시장과 이마트(왕십리점)를 비롯하여, 차량 10분 이내 거리에는 갤러리아백화점 압구정점, 현대백화점 본점(압구정), 코스트코 상봉점, 신세계백화점 강남점 등이 위치해 있다. 의료시설로는 순천향대학교병원, 한양대학교병원, 서울의료원 등이 근거리 의료 인프라를 구성하고 있다.

## 녹지 및 공원
단지 주변에는 금호근린공원, 달맞이공원, 매봉산공원, 응봉산공원 등 중·소규모 녹지가 풍부하며, 한강시민공원(응봉지구) 및 서울숲이 차량 5분 거리로 가까워 쾌적한 생활환경을 누릴 수 있다. 또한 단지 내에 조경 면적을 확보하고 커뮤니티 공간과 연계된 녹지 설계가 포함될 예정이다.

## 커뮤니티 및 설계 특화
금호역 라비체는 입주민의 삶의 질 향상을 위한 커뮤니티 시설을 다채롭게 구성할 예정이다. 주요 시설로는 피트니스센터, GX룸, 작은 도서관, 독서실, 실내 어린이놀이터, 우리동네 키움센터, 공동육아시설, 복지센터, 시니어 케어룸 등이 설계에 반영되어 있다.
특히 공공보행통로와 연계된 저층부 커뮤니티 공간을 배치하고, 북향 세대의 조망과 채광 확보를 위한 세대 배치 최적화가 적용되었다. 일부 시설은 지역 주민에게도 개방될 예정이다.
건축 디자인은 도시형 주상복합에 가까운 탑상형 구조로 계획되어 있으며, 통경축을 확보하고 외부 조경 및 공공가로 활성화에 중점을 두었다. 준주거지역 특성을 반영한 저층 상가 계획도 포함되어 있다.

## 스마트 시스템
금호역 라비체는 최신 스마트홈 시스템을 도입하여 입주민 편의성과 보안을 강화할 계획이다. 주요 도입 예정 시스템은 다음과 같다:
- 홈 IoT 기반 통합제어 시스템 (조명, 냉난방, 환기 등)
- 원패스 출입 시스템 (지문·카드·모바일 연동)
- 무인택배함 및 스마트 주차 시스템
- 실시간 에너지 사용량 모니터링 기능
- 엘리베이터 호출 및 비상호출 연동 시스템

또한 단지 내에는 전기차 충전소, 공기청정 시스템, 스마트 분리수거장 등 친환경·디지털 인프라도 함께 도입될 예정이다.

## 단지 구성
금호 라비체는 101동부터 104동까지 4개 동으로 구성 예정이며, 각 동은 최고 29층, 지하 6층으로 구성 예정이다. 각 세대는 실거주에 적합한 전용면적 84m2 및 59m2 위주로 총 581세대로 구성 예정이며, 이 중 조합원주택은 414세대, 공공주택은 167세대가 공급될 예정이다. 이 외에도 근린생활시설, 커뮤니티시설, 공공청사 등이 단지 내에 함께 설치될 예정이다.
| 동 명칭 | 층수 | 입주 예정 시설                                         |
| ------- | ---- | ------------------------------------------------------ |
| 101동   | 29층 | 관리사무소                                             |
| 102동   | 24층 | 근린생활시설, 커뮤니티시설, 어린이집, 도서관, 돌봄센터 |
| 103동   | 29층 | 근린생활시설, 커뮤니티시설, 공공청사                   |
| 104동   | 29층 | 휘트니스/골프연스장, 경로당, 주민공동시설              |

1. ↑  “금호동라비체”. 2022년 3월 18일에 확인함.
2. ↑  “토지이음”. 2022년 3월 18일에 확인함.
3. ↑  “서울 전농구역·금호역세권 등 4곳에서 총 1,970세대 공급”. 2025년 6월 9일에 확인함.
4. ↑  “성동구 - 더불어 행복한 스마트포용도시 성동”. 2025년 6월 9일에 확인함.
5. ↑  “성동구 - 더불어 행복한 스마트포용도시 성동”. 2025년 6월 9일에 확인함.